# Схауббен, Франс
Франc Схауббен (нидерл. Frans Schoubben или François Schoubben; 11 ноября 1933,  Тонгерен, Бельгия — 31 июля 1997, Тонгерен, Бельгия)  — бельгийский профессиональный шоссейный велогонщик в 1955—1963 годах. Победитель однодневных велогонок: Тур Лимбурга (1956), Льеж — Бастонь — Льеж (1957),  Париж — Брюссель (1959).

## Достижения
1956
1-й — Этап 6 Tour de l'Ouest
1-й — Этап 2 Тур Бельгии
1-й Тур Лимбурга
2-й Дварс дор Фландерен
2-й Чемпионат Бельгии — Групповая гонка
9-й Схелдепрейс
1957
1-й — Этап 2 Четыре дня Дюнкерка
1-й Льеж — Бастонь — Льеж (вместе с Жерменом Дерийке)
2-й Grand Prix du Midi libre
8-й Тур Фландрии
1958
4-й Тур Бельгии — Генеральная классификация
5-й Гент — Вевельгем
1959
1-й — Этап 3 Четыре дня Дюнкерка
1-й — Этапы 1 и 9 Tour de l'Ouest
1-й Париж — Брюссель
2-й Льеж — Бастонь — Льеж
2-й Тур Фландрии
3-й Флеш Валонь
1960
9-й Тур Фландрии
9-й Гент — Вевельгем
1961
1-й Гран-при Зоттегема
2-й Омлоп Хет Ниувсблад
3-й Париж — Брюссель
10-й Тур Фландрии
1962
1-й — Этап 4 Тур Бельгии
2-й Гент — Вевельгем
3-й Париж — Рубе
6-й Париж — Брюссель
9-й Льеж — Бастонь — Льеж
1963
6-й Льеж — Бастонь — Льеж

## Статистика выступлений

### Гранд-туры
| Гранд-тур                 | 1957 | 1958 | 1959 | 1960 | 1961 | 1962 |
| ------------------------- | ---- | ---- | ---- | ---- | ---- | ---- |
| Джиро д’Италия            | —    | —    | —    | —    | —    | —    |
| Тур де Франс              | НФ   | —    | —    | НФ   | —    | НФ   |
| (c 2010 ) Вуэльта Испании | —    | —    | —    | —    | —    | —    |

| —  | Не участвовал  |
| НФ | Не финишировал |